# Heterarmia sternecki
Heterarmia sternecki là một loài bướm đêm trong họ Geometridae.